# Scriptaphyosemion bertholdi
Scriptaphyosemion bertholdi är en fiskart som först beskrevs av Roloff, 1965.  Scriptaphyosemion bertholdi ingår i släktet Scriptaphyosemion och familjen Nothobranchiidae. IUCN kategoriserar arten globalt som starkt hotad. Inga underarter finns listade i Catalogue of Life.